# باد کیهانی
باد کیهانی (انگلیسی: Cosmic wind) جریانی قوی از ذرات باردار کیهانی است که می‌تواند ابرها و غبارهای میان‌ستاره‌ای با چگالی کم را به سمت فضای میان‌کهکشانی هدایت و منتقل کند. اگرچه باد کیهانی به راحتی ابرهای گاز و غبار با چگالی کم را هل می‌دهد، ولی نمی‌تواند به راحتی ابرهای با چگالی بالا را جابه‌جا کند. همان‌طور که بادهای کیهانی با شروع به هل دادن ابرها و غبارهای میان‌ستاره‌ای، خود شروع به جدا شدن می‌کنند و مانند یک تافی در حال جدا شدن به نظر می‌رسند. باد کیهانی دارای ترکیب اولیه فوتون است که از ستارگان بزرگ پرتاب می‌شود و گاهی ترکیبی از انرژی گرمایی است که از ستاره‌های در حال انفجار خارج شده‌است. باد کیهانی می‌تواند ناشی از حرکت مداری گاز در خوشه یک کهکشان باشد یا می‌تواند از یک سیاه‌چاله به بیرون پرتاب شود. چون ستاره‌ها و سیارات جدید از گازها تشکیل می‌شوند، بادهای کیهانی با دور کردن گازها، از شکل‌گیری ستاره‌های جدید جلوگیری کرده و در نهایت در تکامل کهکشان‌ها نقش دارند.